# Бубакарр Траваллі
Стів Бубакарр Траваллі (англ. Steve Bubacarr Trawally, нар. 10 листопада 1994, Серекунда) — гамбійський футболіст, півзахисник еміратського клубу «Аджман» і національної збірної Гамбії.

## Клубна кар'єра
У дорослому футболі дебютував 2013 року виступами за команду «Реал де Банжул», в якій провів два сезони.
2015 року перейшов до китайського «Ханчжоу Грінтаун», з якого відразу ж був відданий в оренду до «Яньбянь Чанбайху». Після завершення оренди за «Ханчжоу Грінтаун» так і не заграв, натомість 2016 року повернувся до команди з Яньцзі, яка на той час вже носила назву «Яньбянь Фуде».
2018 року уклав контракт з данським «Вайле», до основної команди якого також не пробився і невдовзі повернувся до Китаю, цього разу до команди «Гуйчжоу Чжичен», кольори якої захищав протягом частини іого ж 2018 року.
Першу половину 2019 року відіграв за саудівський «Аль-Шабаб», звідки наступного року попрямував в оренду до еміратського «Аджмана».

## Виступи за збірну
2015 року дебютував в офіційних матчах за національну збірну Гамбії. У її складі був учасником Кубка африканських націй 2021 року в Камеруні.
| Дата       | Місто       | Господарі                        | Результат | Гості           | Турнір                                  | Голи | Примітки |
| ---------- | ----------- | -------------------------------- | --------- | --------------- | --------------------------------------- | ---- | -------- |
| 6-9-2015   | Бакау       | Гамбія                           | 0 – 1     | Камерун         | Відбір до Кубка африканських націй 2017 | -    | 64'      |
| 13-10-2015 | Віндгук     | Намібія                          | 2 – 1     | Гамбія          | Відбір до ЧС 2018                       | -    |          |
| 4-6-2016   | Бакау       | Гамбія                           | 0 – 4     | ПАР             | Відбір до Кубка африканських націй 2017 | -    |          |
| 27-3-2017  | Рабат       | Центральноафриканська Республіка | 1 – 2     | Гамбія          | товариський матч                        | -    | 55'      |
| 11-6-2017  | Котону      | Бенін                            | 1 – 0     | Гамбія          | Відбір до Кубка африканських націй 2019 | -    |          |
| 13-11-2019 | Луанда      | Ангола                           | 1 – 3     | Гамбія          | Відбір до Кубка африканських націй 2021 | -    | 55'      |
| 18-11-2019 | Бакау       | Гамбія                           | 2 – 2     | ДР Конго        | Відбір до Кубка африканських націй 2021 | -    |          |
| 12-11-2020 | Франсвіль   | Габон                            | 2 – 1     | Гамбія          | Відбір до Кубка африканських націй 2021 | -    | 46'      |
| 16-11-2020 | Бакау       | Гамбія                           | 2 – 1     | Габон           | Відбір до Кубка африканських націй 2021 | -    | 80'      |
| 25-3-2021  | Бакау       | Гамбія                           | 1 – 0     | Ангола          | Відбір до Кубка африканських націй 2021 | -    |          |
| 29-3-2021  | Кіншаса     | ДР Конго                         | 1 – 0     | Гамбія          | Відбір до Кубка африканських націй 2021 | -    | 61'      |
| 9-10-2021  | Ель-Джадіда | Гамбія                           | 1 – 2     | Сьєрра-Леоне    | товариський матч                        | -    | 77'      |
| 12-10-2021 | Ель-Джадіда | Гамбія                           | 2 – 1     | Південний Судан | товариський матч                        | -    | 60'      |
| 16-11-2021 | Абу-Дабі    | Нова Зеландія                    | 2 – 0     | Гамбія          | товариський матч                        | -    | 74'      |
| Усього     |             | Матчів                           | 14        |                 | Голів                                   | 0    |          |